# Lapel
Lapel – miasto w Stanach Zjednoczonych, w stanie Indiana, w hrabstwie Madison.